# 中国印度友好协会
中国印度友好协会，又称中印友好协会、中印友协，于1952年5月在中国首都北京成立，旨在增进中印两国和两国人民之间的相互理解和友谊，促进中印在政治、经济、贸易、文化等领域的交流与合作。

## 历史
1952年5月，中国印度友好协会在中国首都北京成立，是中华人民共和国成立最早的专门从事对印民间友好工作的全国性团体。
2007年11月22日，庆祝中国印度友好协会成立55周年招待会在北京举行，全国人大常委会副委员长、中印友协会长蒋正华出席招待会并致辞。
2012年11月23日，中国印度友好协会2012-2017年理事会在北京成立，蒋正华再次当选中印友好协会会长。